# حركة الحزام الأخضر
حركة الحزام الأخضر هي منظمة شعبية أهلية غير حكومية متمركزة في نيروبي، كينيا. وهي تتخذ نهجًا متكاملًا في حل قضية التنمية عن طريق التركيز على الحفاظ على البيئة والتنمية المجتمعية وبناء القدرات. أُسست تلك المنظمة من قبل البروفيسورة وانجاري ماثاي في عام 1977 تحت إشراف المجلس الوطني لنساء كينيا.
طبقًا للتقرير السنوي لعام 2003، فإن مهمة المنظمة هي «تحريك وعي المجتمع نحو تحقيق الحكم الذاتي والعدالة والمساواة وانخفاض الفقر والحفاظ على البيئة، وسوف تبدأ تلك المهمة من خلال الاهتمام بالأشجار». تهدف المنظمة إلى تنظيم جهود النساء في المناطق الريفية نحو زراعة الأشجار، ومكافحة إزالة الغابات، واستعادة مصادر الوقود الرئيسية للطهي، وإنتاج المدخول، ووضع حد لتآكل التربة. أدرجت ماثاي حركة الدفاع عن المرأة وتمكينها، والسياحة البيئية، والتنمية الاقتصادية الشاملة داخل حركة الحزام الأخضر.
منذ تأسيس الحركة في عام 1977 وحتى الآن، زُرع ما يزيد عن 51 مليون شجرة، وزوّدت 30.000 امرأة بالتدريب اللازم للقيام بأعمال زراعة الغابات، ومعالجة الأغذية، وتربية النحل إلى جانب عدة حرف أخرى لمساعدتهن في إيجاد مصدر دخل مناسب مع الحفاظ على أراضيهن ومواردهن في ذات الوقت. وقد حفزت الحركة المجتمعات الكينية برجالها ونسائها على توحيد جهودهم نحو إيقاف الدمار البيئي واستعادة ما تعرض للدمار بالفعل إلى حالته الأصلية في نفس الوقت.
وُلدت وانجاري ماثاي مؤسسة منظمة الحزام الأخضر لأبوين ريفيين في 1 أبريل 1940 في نييري، كينيا. ونشأت في مجتمع ريفي يُدعى الكيكويو في كينيا حيث تربت على يد أمها وأبيها، وعن ذلك قالت «لقد رباني والديّ في بيئة لا تشجع على الخوف أو التردد، بل تشجع على التعلق بالأحلام والإبداع وإعمال الخيال. إن أول ما أتذكره من حياتي هو وقت مكوثي في المزرعة وأنا أساعد أمي، وأتذكر كذلك أعمال الحقل العديدة: الزرع، والحرث، والنتف، والحصد». في نهاية الأربعينيات، بدأت ماثاي الدراسة وهي مراهقة شابة. واستكملت دراستها في الجامعة لاحقًا لتحصل على درجة البكالوريوس في العلوم الحيوية من كلية سانت سكولاستيكا في أتكنسون، كانساس في عام 1964. نالت درجة الماجستير في العلوم الحيوية من جامعة بيتسبرغ عام 1966. سعت للبدء في أبحاث الدكتوراه في جامعة نايروبي في كينيا حتى حصلت على درجة الدكتوراه في الأحياء عام 1971 من جامعة نايروبي. كانت ماثاي أول امرأة من شرق أفريقيا تنال درجة الدكتوراه من جامعة نايروبي، ولاحقًا صارت قائدة في حركة النسوية البيئية.
أصبحت ماثاي عضوًا نشطًا في المجلس الوطني لنساء كينيا بداية من عام 1976 وحتى عام 1987. وفي خلال تلك الفترة ترأست المجلس لعدة أعوام وعرضت مقترحاتها بشأن إطلاق حركة مجتمعية لزراعة الأشجار. وقد آتت أعمالها المستمرة أُكُلها عندما نجحت في تطوير أفكارها النظرية إلى منظمة تُدعى حركة الحزام الأخضر. في البداية كانت تلك المنظمة عبارة عن حركة شعبية، ثم تطورت وازدهرت إلى منظمة مكتملة انطلاقًا من تلك اللحظة. ركزت حركتها على تقليل الفقر والحفاظ على البيئة عن طريق تشجيع زراعة الأشجار. وكانت تعزز من وعي العامة من الناس بشأن كيفية زراعة الأشجار ومدى نفعها على المجتمع.
ألفت ماثاي كتاب «حركة الحزام الأخضر (2003)» الذي نُشر من قبل دار لانتيرن بوكس. وفي العام التالي، فازت ماثاي بجائزة نوبل للسلام بفضل مساهماتها التي تتمثل في حركة الحزام الأخضر، لتصبح أول امرأة أفريقية تفوز بتلك الجائزة. رغم أن المؤسسات الرسمية، مثل لجنة جائزة نوبل للسلام، اعترفت بمجهودات ماثاي، فلم تكن أعمالها بغاية استقطاب التقدير بل هي شكل من أشكال الإجراءات الجذرية ضد الأنظمة التي تخلق الفقر الريفي وترسخه.
تستعين تلك المنظمة غير الحكومية بأساليب زراعة الأشجار وتسهيل الوصول إلى الموارد التعليمية في تغيير النظام القمعي الحالي الذي يمنع نساء كينيا في المناطق الريفية من الوصول إلى التعليم والموارد والأراضي. استُنسخ هذا النوع من النشاط السياسي الذي يهدف إلى تمكين المجتمع في مناطق أخرى من العالم. تعمل حركة الحزام الأخضر على دعم المجتمعات وتزويدها بالموارد اللازمة بهدف المطالبة بالحقوق الديمقراطية وتعريض القادة الوطنيين إلى المسائلة. فعلى سبيل المثال، إذا زرت موقع حركة الحزام الأخضر فسوف تجد رابطًا يسمح للزائرين بمتابعة أحدث التطورات عن قضايا النشاط السياسي الحالية. وفي 23 فبراير أصدرت المنظمة بيانًا صحفيًا عن غابة كارورا على موقعها الرسمي. تستغيث المقالة بالجمهور للمساعدة في مواجهة مشكلة الاستيلاء على أراضي غابة كارورا التي تخالف الخطة الاستراتيجية لإدارة الغابات 2016-2020 التي أصدرتها مصلحة الغابات في كينيا ومنظمة أصدقاء غابة كارورا.

## تفاصيل الحركة

### الشُعب والبرامج والهيكل الإداري

#### الشُعب
تتألف حركة الحزام الأخضر من شعبتين هما:
1. حركة الحزام الأخضر في كينيا.
2. حركة الحزام الأخضر الدولية.

#### البرامج الجوهرية
تهتم حركة الحزام الأخضر بستة مجالات تُعرف بالبرامج الجوهرية وهي:
- حماية البيئة وإقامة الشبكات
- التعليم المدني والبيئي
- الحفاظ على البيئة وزراعة الأشجار
- سفاري الحزام الأخضر
- دورات تدريبية للتوعية بالوحدة الأفريقية
- النساء اللاتي يدعمن التغيير (بناء القدرات)

تهدف كل تلك البرامج إلى تحسين حياة السكان المحليين عن طريق تحفيز قدراتهم وتوجيهها نحو بناء معيشة أفضل وحماية بيئتهم المحلية واقتصادهم وثقافتهم.

#### هيكل المنظمة
تنقسم إدارة منظمة الحزام الأخضر إلى أربعة أقسام رئيسية:
1. قسم إدارة المشروعات
2. القسم الإداري
3. إدارة الشؤون المالية
4. قسم التنسيق

يتضمن كل مكون من مكونات هيكل حركة الحزام الأخضر نطاقًا واسعًا من العوامل التي تساعد على استمرار الحركة. وقد ساعدت تلك الأقسام حركة الحزام الأخضر على الاستمرار في العمل والازدهار كمنظمة. ويلعب كل قسم دورًا رئيسيًا في استدامة نجاح المنظمة وانتشارها.
يتضمن قسم إدارة المشروعات عدة مسؤولين مثل موظف المشروعات ونائب موظف المشروعات وفريق دعم كامل يتكون من عدة متدربين وعلماء ومديرين وسكرتارية ومتطوعين. موظف المشروعات هو المسؤول عن الإشراف على تطوير المشروعات وصياغة الاستراتيجيات والأهداف وتنفيذها. أما نائب موظف المشروعات فهو مسؤول عن دعم ومساندة موظف المشروعات. يشكل فريق الدعم الجزء الأكبر من القسم وهو مسؤول عن تقييم المشروعات وتنفيذها، وإقامة المناسبات، وتنفيذ المشروعات الأخرى المتعلقة بالمنظمة. يُقدم فريق الدعم نطاقًا واسعًا من الخدمات لدعم نجاح حركة الحزام الأخضر وازدهارها، وهو مسؤول عن مراقبة نمو الأشجار المحلية، وتنظيم مناسبات زراعة الأشجار، والترويج للمنظمة، وتوعية المجتمعات المُهمشة، وتدبير أمور مشاتل الأشجار الحالية. توظف الحركة عدة استشاريين للمساعدة في توعية المجتمعات المحلية والاهتمام بقضايا المجتمع ومشاكله وطوارئه.
يتولى القسم الإداري مسؤولية إدارة جميع موظفي حركة الحزام الأخضر، ووضع الجداول الزمنية، وسداد الفواتير إلى جانب عدة مهام رئيسية أخرى. تتولى الإدارة مهمة الحفاظ على دعم المتبرعين الكبار، والحفاظ على العلاقات المحلية والدولية. ويتضمن القسم الإداري: مجلس إدارة المنظمة، واللجنة التنفيذية، والسكرتارية.
تتكفل إدارة الشئون المالية بمسؤوليات عديدة ولها دور هام في استمرارية المنظمة في المجمل، فهي مسؤولة عن إدارة جميع الأصول المالية، والموارد المالية، والعلاقات التجارية، والمدفوعات، والمساهمات إلخ. وتتولى تلك الإدارة مهمة إعداد التقارير السنوية، وتقارير مدقق الحسابات عن جميع التبرعات الصادرة إلى حركة الحزام الأخضر.
يتولى قسم التنسيق مهمة توجيه المنظمة نحو تحقيق تصوراتها ومشاريعها، ويهتم بتنسيق المقابلات والعلاقات الدولية. تُعِد المنظمة اقتراحات لمشاريع تعود بالنفع على المجتمعات الريفية والمُهمشة، وإعادة تقييم المشروعات المُدارة من قبل الجهات التي لا تستفيد من مساعدة المجتمعات ولا تهتم بذلك. بالإضافة لذلك، تهتم الحركة بتنسيق المؤتمرات والحضور في المقابلات الدولية والمحلية. ومن خلال تلك المقابلات والعلاقات الدولية تمكنت المنظمة من تكوين شبكة كبيرة من الشركاء وإفادة عدة مجتمعات.

#### مجالات الأنشطة
تنخرط حركة الحزام الأخضر في أربعة أنشطة رئيسية تتكفل بتحسين الموارد الطبيعية والأنظمة البيئية المحيطة بجميع المجتمعات حول العالم. وتلك الأنشطة الأربعة هي:
1. زراعة الأشجار وجمع المياه
2. مكافحة التغير المناخي
3. الأنشطة الدفاعية الاعتيادية
4. تحسين معيشة الجنسين والدفاع عنهما

تتولى المنظمة مهمة تنظيم وتصميم وتنفيذ ومراقبة أنشطة زراعة الأشجار وجمع المياه. وتشجع المجتمعات على المساعدة في الحفاظ على الموارد الطبيعية والأنظمة البيئية حول العالم. تتبع المنظمة طريقة تعتمد على المستجمعات المائية في عملية زراعة الأشجار وجمع المياه، وهي تتضمن تشجيع المجتمعات على المساهمة في الحفاظ على التنوع الحيوي المحيط بهم واستعادة الأنظمة البيئية المحلية إلى حالتها الأصلية وتخفيف أثر التغير المناخي.
تهتم المنظمة ببرنامج التغير المناخي كأحد أهم أهدافها. يركز هذا البرنامج على الحد من وطأة التغير المناخي عن طريق توفير الموارد المعرفية والمعلومات للمجتمعات الريفية والمهمشة. ويهتم البرنامج بزيادة وعي العامة في جميع أنحاء العالم مع استهداف المجتمعات الريفية عن طريق تزويدهم بالموارد التعليمية والبرامج.
تتضمن أنشطة الحركة الدفاعية المطالبة بتعزيز عنصر المساءلة السياسية وتوسيع الحيز الديمقراطي في كينيا. طالبت المنظمة في أكثر من مرة بوضع حد لأنشطة الاستيلاء على الأراضي وإزالة الغابات والفساد.
يتضمن برنامج تحسين معيشة الجنسين مجموعة من أساليب الدفاع الدولية والأهلية. فعلى المستوى المحلي؛ تهتم حركة الحزام الأخضر بخلق مجتمعات قادرة على التكيف مع المناخ عن طريق استعادة مستجمعات الغابات المائية وحمايتها، وخلق سبل عيش مستدامة للمجتمعات في كينيا وفي أنحاء أفريقيا. وقد نجح أسلوب المنظمة في تمكين المجتمعات للتصدي للتغير المناخي الذي يمكن ملاحظة تأثيره بالفعل في عدة مناطق في أفريقيا، وذلك عن طريق أنشطة الأمن الغذائي وجمع المياه (التكيف مع المناخ) وزرع الأشجار المناسبة في الأماكن المناسبة (تخفيف أثر التغير المناخي). وعلى المستوى الدولي؛ تدعم المنظمة السياسات البيئية التي تضمن حماية الغابات الطبيعية وحقوق المجتمعات، وبالأخص المجتمعات التي تعيش بالقرب من الأنظمة البيئية الخاصة بغابات منطقة جنوب الصحراء الكبرى ومنطقة الغابات المطيرة في حوض الكونغو.